# Vila Clotilde
Vila Clotilde est une localité de Sao Tomé-et-Principe située au sud-est de l'île de Sao Tomé, dans le district de Caué. C'est une ancienne roça.

## Population
Lors du recensement de 2012, le village comptait 53 habitants.

## Roça
Aujourd'hui utilisé comme logement par la population, c'est une dépendance de la roça Vila José.